# Bikolgräsfågel
Bikolgräsfågel (Robsonius sorsogonensis) är en tätting som förekommer på ön Luzon i Filippinerna. Tidigare behandlades den som en del av familjen timalior, men förs numera till gräsfåglarna.

## Utseende och läten
Bikolgräsfågeln är med en kroppslängd på 20–22 cm en relativt stor medlem av familjen. Den är mörkfjälligt olivgrå på pannan, övergående till olivgrön från hjässan till övre delen av ryggen. Resten av ovansidan är brun, ljusare på övergumpen där vita fjäderspetsar formar ett band. Övre stjärttäckarna är mörkt rostbruna och stjärten mörkbrun. Vingpennorna är brett brunkantade med tydliga vita spetsar på de två yttersta, mindre tydligt på den tredje.
Vidare har den vit tygel och ett vitt och smalt ögonbrynsstreck, tunt vitstreckade grå kinder och örontäckare och ett smalt svartaktigt strupesidestreck. Från hakan till övre delen av bröstet är den vit, medan den är grå på hals- och bröstsidorna samt mellersta och nedre delen av bröstet. Näbben är brunsvart. Sången består av ett mycket ljust och tunt "tit'tsu-tsuuuu-tsiiiii".

## Utbredning och systematik
Fågeln förekommer på sydöstra Luzon och Catanduanes, Filippinerna. Tidigare betraktades den som en underart till R. rabori och vissa gör det fortfarande.

### Familjetillhörighet
Förut sågs arterna i släktet Robsonius okontroversiellt vara timalior och placerades ibland till och med tillsammans med andra smygtimalior i släktet Napothera. Genetiska studier visar dock förvånande nog att de är släkt med gräsfåglarna.

## Levnadssätt
Bikolgräsfågeln hittas i städsegrön lövskog, skogsbryn och ungskog, särskilt kring kalkstensklippor och bland mosstäckta klippblock och stenbumblingar. Det har föreslagits att arten inte är särskilt specifik i sitt biotopval, utan kan föredra mer buskartad skog, framför allt där det finns ett stort inslag av bambu. Den hittas från låglånta områden upp till 1000 meters höjd och tros leva av ryggradslösa djur som den hittar bland torra löv på marken. Häckningssäsongen sträcker sig från februari till augusti och den lägger en kull med två ägg.

## Status
Fågelns världspopulation har inte uppskattats, men det är fullt möjligt att den består av färre än 10.000 vuxna individer. Den tros dessutom minska i antal till följd av skogsavverkningar. Internationella naturvårdsunionen IUCN kategoriserar den som nära hotad.

## Namn
Bikol är namnet på en halvö på ön Luzon, medan det vetenskapliga namnet sorsogonensis syftar på provinsen Sorsogón. Släktesnamnet Robsonius hedrar den brittiske ornitologen Craig R. Robson (född 1959).